# كايتيناز

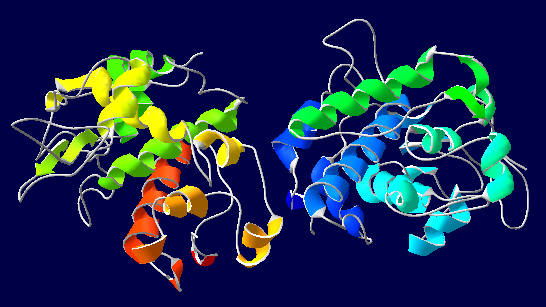
الكايتينيز في بذور الشعير

الكايتيناز أو كاتينيز أو كيتينيز (بالإنجليزية: Chitinase)‏؛ هو إنزيم حلمهي يقوم بكسر سلسلة سندات الغليكوزيدية في الكيتين. يتواجد في جدران الخلايا من الفطريات وعناصر خارج الهيكل لبعض الحيوانات (ومنها الديدان والمفصليات)،والكايتينيز موجودة أيضا في النباتات (في بذور الشعير) وتم العثور على الكايتينيز عموما في الكائنات الحية التي تحتاج إما إلى إعادة تشكيل الكيتين الخاصة بها أوفي هضم الكيتين في الفطريات أو الحيوانات. والكايتينيز ينتمي إلى عائلة بروتينات الكايتينيز الدفاعية المقاومة للفطر من نباتات لها القدرة على تثبيط نمو الفطر .

## الأستعمالات في الانسجة
- عزل جين بروتين الكايتينيز Chitinase gene المقاوم للفطر من أصناف الأرز الناتجة وكلونته.
- إنتاج بروتين الكايتينيز في البكتيريا وتنقيته لاجراء اختبارات السمية معمليا على بيئة صناعية لمعرفة قدرته على مقاومة فطر لفحة الأرز.
- نقل وتعبير هذا الجين في أجزاء نباتية لأصناف الأرز المصرية لانتاج أصناف مقاومة لمرض لفحة الارز.

## الوظيفة
الكايتينيز يعمل مثل السليلوز،يقوم بتشكيل الكيتين في البوليمر الحيوي . والكيتين عادة لا يهضم من قبل الحيوانات، على الرغم من بعض الأسماك قادرة على هضم الكيتين. ويفترض حاليا أن هضم الكيتين بواسطة الحيوانات يتطلب وجود بكتيرية متكافلة وعملية تخمير طويلة، على غرار السلولاز الذي يتم هضمه بواسطة الحيوانات المجترة. ومع ذلك، فقد يتم عزل الالكايتينيز من بطون بعض الثدييات المعينة، بما في ذلك البشر. ويمكن أيضا الكشف عن النشاط كيتين في دم الإنسان  and possibly غضروف. وربما في الغضروف. كما هو الحال في الكايتينيز ذات الصلة في مقاومة العوامل المسببة للأمراض.

## وصلات اضافية
- Chitinase في المكتبة الوطنية الأمريكية للطب نظام فهرسة المواضيع الطبية (MeSH).

- X-ray structure of a chitinase from the pathogenic fungus كروانية لدودة.